# Empezar Desde Cero
Empezar Desde Cero – czwarty hiszpańskojęzyczny album meksykańskiej grupy RBD, wydany 20 listopada 2007 roku. Na płycie znajduje się 13 piosenek, z czego aż 8 to solówki:
1. Anahí - 2: No digas nada oraz Extraña sensación;
2. Dulce - 1: El mundo detrás;
3. Maite - 1: Empezar desde cero;
4. Christian - 2: Llueve en mi corazón oraz A la orilla;
5. Poncho - 1: Si no estás aquí;
6. Christopher - 1: Sueles volver.

Utwór Sueles Volver skomponował Christopher Uckermann, a piosenkę Si No Estás Aquí, Alfonso Herrera. Cały album promowała piosenka Inalcanzable, napisana przez Carlosa Lara. W lutym 2008 zespół nakręcił teledysk do piosenki Empezar Desde Cero, która została wyłoniona drogą głosowania przez fanów na drugi singel. Pierwszym głosem tej piosenki jest Maite Perroni, natomiast Dulce María i Anahí śpiewają w refrenach.

## Lista piosenek
1. Empezar desde cero (3:14)
2. Y No Puedo Olvidarte (3:56)
3. Inalcanzable (4:14)
4. No digas nada (3:20)
5. El mundo detrás (3:50)
6. Hoy que te vas (3:09)
7. Llueve en mi corazón (3:19)
8. Fuí la niña (3:29)
9. A la orilla (4:40)
10. Amor Fugaz (3:40)
11. Sueles volver (3:29)
12. Si no estás aquí (3:26)
13. Extraña sensacion (4:18)

Album wydany w Argentynie dodatkowo zawiera następujące bonusy:
1. Ser O Parecer
2. Solo Quedate en Silencio
3. Nuestro Amor
4. Sálvame
5. Tu Amor
6. Rebelde

Ponadto wydano Empezar Desde Cero Fan Edition w wersji CD/DVD, wzbogacony o trzy nowe kawałki:
1. Tal Vez Mañana
2. Te Daría Todo
3. Estar Bien

oraz
1. Inalcanzable (video)
2. Empezar Desde Cero (video)
3. Making Of Inalcanzable
4. Making Of Empezar Desde Cero

a także trzy podkłady karaoke:
1. Inalcanzable
2. Empezar Desde Cero
3. Y No Puedo Olvidarte